# 黄龙古观
黄龙观，又称黄龙古观，是中国大陆广东博罗县的一组道教建筑，坐落在罗浮山内，位于广东省惠州市博罗县鹅岭北路11号。主要建筑物有黄龙古观、三清殿等，附属有十八孝图、黄龙洞瀑布、观瀑亭、隐翠岩等景点。
该道观兴建于326年，在1990年代重建。